# Саличе-Контесса, Кристиан Якоб
Кристиан Якоб Саличе-Контесса (нем. Christian Jakob Salice-Contessa; 21 декабря 1767, Гиршберг — 11 сентября 1825, Либенталь) — немецкий поэт. Старший брат Карла Вильгельма Саличе-Контессы.
Из семьи итальянского происхождения. Сначала был коммерсантом, во время следствия по делу Чербони навлёк на себя подозрение в государственной измене и отсидел год в крепости Шпандау (1797).

## Труды
Его главные произведения:
- «Das Grabmal der Freundschaft und Liebe» (Бреславль, 1792);
- «Der Freiherr und sein Neffe» (Бреславль, 1824);
- новелла «Almanzor» (Лейпциг, 1808);
- историческая сцена «Alfred» (Гиршберг, 1809);
- историческая сцена «Gedichte» (Бреславль, 1826).